# Guernsey (Wyoming)
Guernsey is een plaats (town) in de Amerikaanse staat Wyoming, en valt bestuurlijk gezien onder Platte County. Hier zijn de wagensporen van de Oregon Trail en Register Cliff vlak bij de North Platte te zien. Van 1860 tot 1861 lag vlak bij de rivier een station van de Pony Express.

## Demografie
Bij de volkstelling in 2000 werd het aantal inwoners vastgesteld op 1147. In 2006 is het aantal inwoners door het United States Census Bureau geschat op 1121, een daling van 26 (-2,3%).

## Geografie
Volgens het United States Census Bureau beslaat de plaats een oppervlakte van 2,8 km², geheel bestaande uit land. Guernsey ligt op ongeveer 1427 m boven zeeniveau.

## Plaatsen in de nabije omgeving
De onderstaande figuur toont nabijgelegen plaatsen in een straal van 60 km rond Guernsey.